# Эвкалипт выбеленный
Эвкалипт выбеленный (лат. Eucalyptus dealbata) — вечнозеленое дерево, вид рода Эвкалипт (Eucalyptus) семейства Миртовые (Myrtaceae).

## Распространение и экология
В природе произрастает в Австралии, в штатах Новый Южный Уэльс, Квинсленд и Виктория.
Предпочитает сухие места и хорошо дренированные склоны.
Засухо- и жароустойчив. Слабая морозоустойчивость; без существенных повреждений выдерживает морозы в −8… −7 °C.

## Ботаническое описание
Деревья высотой 18—24 м.
Кора в нижней части ствола грубая, в верхней и на ветвях — гладкая, белая.
Молодые листья супротивные, в числе 2—4 пар, черешковые, сизые, яйцевидные, округлые или ланцетные, длиной 5—9 см, шириной 3—5 см. Взрослые листья супротивные, черешковые, ланцетные, длиной 8—16 см, шириной 2—3 см, сизые.
Зонтики пазушные, 5—8-цветковые, ножка зонтика цилиндрическая, длиной 5—12 мм. Бутоны яйцевидные или конические, длиной 8—10 мм, диаметром 5—7 мм, сизые; пыльники обратнояйцевидные, открываются продольными щелями; железка шаровидная.
Плоды на ножках или сидячие, полушаровидные, длиной 4—6 мм, диаметром 5—7 м, диск маленький, слабо выпуклый.
В Австралии цветёт с мая по октябрь; на Черноморском побережье Кавказа — в мае — июле.

## Значение и применение
Древесина красная, прочная, идёт на столбы и строительство мостов.
Листья содержат эфирное (эвкалиптовое) масло, состоящее из цинеола (до 52 %), пинена, сесквитерпена и эвдесмола.

## Классификация

### Разновидности
В рамках вида выделяют ряд разновидностей:
- Eucalyptus dealbata var. chloroclada Blakely
- Eucalyptus dealbata var. dealbata
- Eucalyptus dealbata var. populnea Blakely

### Таксономия
Вид Эвкалипт выбеленный входит в род Эвкалипт (Eucalyptus) подсемейства Myrtoideae семейства Миртовые (Myrtaceae) порядка Миртоцветные (Myrtales).
|  |                                      |  |                                                             |                                                             |                    |  | ещё 13 семейств (согласно Системе APG II) | ещё 13 семейств (согласно Системе APG II)    |                                              |  |  |  | ещё 130 родов       | ещё 130 родов           |  |  |
|  |                                      |  |                                                             |                                                             |                    |  | ещё 13 семейств (согласно Системе APG II) | ещё 13 семейств (согласно Системе APG II)    |                                              |  |  |  | ещё 130 родов       | ещё 130 родов           |  |  |
|  |                                      |  |                                                             | порядок Миртоцветные                                        |                    |  |                                           |                                              | подсемейство Myrtoideae                      |  |  |  |                     | вид Эвкалипт выбеленный |  |  |
|  |                                      |  |                                                             | порядок Миртоцветные                                        |                    |  |                                           |                                              | подсемейство Myrtoideae                      |  |  |  |                     | вид Эвкалипт выбеленный |  |  |
|  | отдел Цветковые, или Покрытосеменные |  |                                                             |                                                             | семейство Миртовые |  |                                           |                                              | род Эвкалипт                                 |  |  |  |                     |                         |  |  |
|  | отдел Цветковые, или Покрытосеменные |  |                                                             |                                                             |                    |  |                                           |                                              |                                              |  |  |  |                     |                         |  |  |
|  |                                      |  | ещё 44 порядка цветковых растений (согласно Системе APG II) | ещё 44 порядка цветковых растений (согласно Системе APG II) |                    |  |                                           | ещё 1 подсемейство (согласно Системе APG II) | ещё 1 подсемейство (согласно Системе APG II) |  |  |  | ещё более 700 видов |                         |  |  |
|  |                                      |  |                                                             | ещё 44 порядка цветковых растений (согласно Системе APG II) |                    |  |                                           |                                              | ещё 1 подсемейство (согласно Системе APG II) |  |  |  |                     |                         |  |  |